# ويندوفر
ويندوفر (يوتا) (بالإنجليزية: Wendover, Utah)‏ هي مدينة تقع في الولايات المتحدة في مقاطعة تويلي. يقدر عدد سكانها بـ 1,401 نسمة ومساحتها 16.7 كم2 وترتفع عن سطح البحر 1,308 متر.

## التركيبة السكانية
حدّد مكتب تعداد الولايات المتحدة بيانات التركيبة السكانية لويندوفر في تعداد الولايات المتحدة. في ما يلي، التركيبة السكانية حسب تعدادي 2000 و 2010.

### تعداد عام 2000
بلغ عدد سكان ويندوفر 1,537 نسمة بحسب تعداد عام 2000، وبلغ عدد الأسر 432 أسرة وعدد العائلات 328 عائلة مقيمة في المدينة. في حين سجلت الكثافة السكانية 66.5 نسمة لكل كيلومتر مربع (172.2/ميل2). وبلغ عدد الوحدات السكنية 510 وحدة بمتوسط كثافة قدره 22.1 لكل كيلومتر مربع (57.2/ميل2).
وتوزع التركيب العرقي للمدينة بنسبة 43.98% من البيض و 1.17% من الأمريكيين الأفارقة و1.76% من الأمريكيين الأصليين و 0.85% من الأمريكيين ذوي الأصول الآسيوية و 0.13% من سكان جزر المحيط الهادئ و 43.59% من الأعراق الأخرى و 8.52% من عرقين مختلطين أو أكثر و 68.64% من الهسبانيون أو اللاتينيون من أي عرق.
بلغ عدد الأسر 432 أسرة كانت نسبة 62.5% منها لديها أطفال تحت سن الثامنة عشر تعيش معهم، وبلغت نسبة الأزواج القاطنين مع بعضهم البعض 56.9% من أصل المجموع الكلي للأسر، ونسبة 11.6% من الأسر كان لديها معيلات من الإناث دون وجود شريك، بينما كانت نسبة 7.4% من الأسر لديها معيلون من الذكور دون وجود شريكة وكانت نسبة 24.1% من غير العائلات. تألفت نسبة 16.7% من أصل جميع الأسر من عدة أفراد يعيشون في نفس المنزل ونسبة 3.5% كانت تتألف من شخص يعيش بمفرده يبلغ من العمر 65 عاماً أو أكثر. وبلغ متوسط حجم الأسرة المعيشية 3.56، أما متوسط حجم العائلات فبلغ 4.10.
بلغ العمر الوسطي للسكان 23.7 عاماً. وكانت نسبة 39.9% من القاطنين تحت سن الثامنة عشر، وكانت نسبة 13% بين الثامنة عشر والرابعة والعشرين عاماً، ونسبة 30% كانت واقعةً في الفئة العمرية ما بين الخامسة والعشرين والرابعة والأربعين عاماً، ونسبة 13.2% كانت ما بين الخامسة والأربعين والرابعة والستين، ونسبة 3.9% كانت ضمن فئة الخامسة والستين عاماً فما فوق. يوجد لكل 100 أنثى 106.3 ذكر، ويوجد لكل 100 أنثى في الثامنة عشر من عمرها فما فوق 106.7 ذكر.
بلغ متوسط دخل الأسرة في المدينة 31,196 دولارًا، أما متوسط دخل العائلة فبلغ 29,722 دولارًا. وكان متوسط دخل الذكور 18,417 دولارًا مقابل 20,682 دولارًا للإناث. وسجل دخل الفرد الخاص بالمدينة 10,794 دولارًا. وكانت نسبة 24.7% من العائلات ونسبة 26.1% من السكان تحت خط الفقر، وكان من هؤلاء نسبة 29.1% تحت سن الثامنة عشر ونسبة 16.1% في الخامسة والستين من العمر وما فوق.

### تعداد عام 2010
بلغ عدد سكان ويندوفر 1,400 نسمة بحسب تعداد عام 2010، وبلغ عدد الأسر 486 أسرة وعدد العائلات 308 عائلة مقيمة في المدينة. في حين سجلت الكثافة السكانية 60.6 نسمة لكل كيلومتر مربع (157.0/ميل2). وبلغ عدد الوحدات السكنية 589 وحدة بمتوسط كثافة قدره 25.5 لكل كيلومتر مربع (66.0/ميل2).
وتوزع التركيب العرقي للمدينة بنسبة 66.29% من البيض و 0.64% من الأمريكيين الأفارقة و2.07% من الأمريكيين الأصليين و 0.43% من الأمريكيين ذوي الأصول الآسيوية و27.07% من الأعراق الأخرى و 3.50% من عرقين مختلطين أو أكثر و 68.29% من الهسبانيون أو اللاتينيون من أي عرق.
بلغ عدد الأسر 486 أسرة كانت نسبة 43.8% منها لديها أطفال تحت سن الثامنة عشر تعيش معهم، وبلغت نسبة الأزواج القاطنين مع بعضهم البعض 44.9% من أصل المجموع الكلي للأسر، ونسبة 10.7% من الأسر كان لديها معيلات من الإناث دون وجود شريك، بينما كانت نسبة 7.8% من الأسر لديها معيلون من الذكور دون وجود شريكة وكانت نسبة 36.6% من غير العائلات. تألفت نسبة 29.8% من أصل جميع الأسر من عدة أفراد يعيشون في نفس المنزل ونسبة 4.9% كانت تتألف من شخص يعيش بمفرده يبلغ من العمر 65 عاماً أو أكثر. وبلغ متوسط حجم الأسرة المعيشية 2.88، أما متوسط حجم العائلات فبلغ 3.72.
بلغ العمر الوسطي للسكان 28.5 عاماً. وكانت نسبة 34.9% من القاطنين تحت سن الثامنة عشر، وكانت نسبة 10.2% بين الثامنة عشر والرابعة والعشرين عاماً، ونسبة 28% كانت واقعةً في الفئة العمرية ما بين الخامسة والعشرين والرابعة والأربعين عاماً، ونسبة 20.6% كانت ما بين الخامسة والأربعين والرابعة والستين، ونسبة 6.3% كانت ضمن فئة الخامسة والستين عاماً فما فوق. وتوزع التركيب الجنسي للسكان بنسبة 52% ذكور و 48% إناث.